# On l'appelle Catastrophe
Pour plus de détails, voir Fiche technique et Distribution.
On l'appelle Catastrophe est un film français de Richard Balducci sorti en 1983.

## Synopsis
À la suite d'une banale confusion de voiture, Antoine Malibran se trouve impliqué dans l'attaque à main armée de la banque de la Seine. Antoine ne faisait qu'attendre sa petite amie Carole, caissière de la banque, mais les apparences sont contre lui et il est mis en prison avant même d'avoir compris pourquoi.
 Et il lui faut supporter les humeurs de son compagnon de cellule Freddo la Terreur. Quelques semaines plus tard, Antoine s'évade sans le vouloir ; chargé de nettoyer la voiture du directeur, il s'endort sur la banquette arrière et, quand il se réveille, la prison est déjà loin.
 Mais, prisonnier modèle, Antoine revient sagement à la maison d'arrêt, au grand étonnement des surveillants. Les autres détenus y voient une manœuvre tactique et Antoine acquiert une autorité sans égal. Même Freddo reconnaît sa supériorité et s'incline respectueusement. Un jour avant sa libération, Antoine bénéficie d'un plan d'évasion soigneusement préparé pour un autre prisonnier.
 Et, sans avoir rien demandé, il se retrouve à Marseille avec une valise de billets de banque.
 Mais le hasard n'a pas fini de l'interpeller.
 Les circonstances sont adverses et Antoine atterrit dans un pays d'Afrique, en plein coup d'État. Devenu conseiller principal du nouveau président, Antoine a une vie de rêve, mais il s'ennuie de Carole.
 Dans l'avion qui le ramène à Paris, il parvient, toujours sans le faire exprès, à maîtriser un dangereux terroriste. Étourdi par tant d'aventures, Antoine espère bien pouvoir prendre un repos bien mérité dans les bras de Carole. 
C'est alors qu'elle lui apprend qu'elle vient de cambrioler la banque qui l'employait.

## Fiche technique
- Titre : On l'appelle Catastrophe
- Réalisation :	Richard Balducci
- Scénario :	Richard Balducci
- Dialoguiste : Richard Balducci
- Société de production	: Distra, Japhila Productions, Les Films Jacques Leitienne
- Producteur délégué : Dominique Sambourg
- Directeur de production : Jean-Roch Rognoni
- Distributeur d'origine : Les Films Jacques Leitienne
- Directeur de la photographie : Marcel Combes
- Ingénieur du son : Alain Contrault
- Compositeur de la musique : Cécil Maury
- Assistant-réalisateur	: Michel Acerbo
- Assistant-réalisateur	: Jean-Paul Feuillebois
- Monteur : Michel Valio
- Sortie : 29 juin 1983
- Affiche : Léo Kouper (France)

## Distribution
- Michel Leeb : Antoine Malibran
- Darry Cowl : Le juge d'instruction
- Michel Galabru : Fernand Dubuisson, directeur de la banque
- Carole Lixon : Carole Duvallier
- Ibrahim Seck : Le président africain
- Pierre Doris : Frumigaci, marchand d'armes
- Billy Kearns : Fredo
- Francesca Friedman : Chita
- Alexandra Delli Colli : Patricia
- Bruna Giraldi : L'hôtesse
- Max Montavon : Puidubourg
- Dominique Zardi : Fifi
- Jean Saudray : Faribole
- Françoise Blanchard : La fille
- Jean Panisse : Le gros terroriste
- Jean-Pierre Spano : Le terroriste
- Michel Tugot-Doris : Le chauffeur de taxi
- Jean-Marie Vauclin : Le greffier
- Daniel Darnault : Monsieur Bobby, le directeur de prison
- Ticky Holgado : Alphonse
- Georges Anderson : Hyppolite Koko, le majordome
- Max Élisée : Le commandant de bord
- Guy Delorme : Le complice de Fifi
- Richard Balducci : Un détenu (non crédité)

## Clins d'œil
- Le jeu de Daniel Darnault est un copié-collé de celui de Louis de Funès ; un hommage à l'acteur puisque ce dernier est mort l'année de la sortie du film.
- Lors de la scène de la station-service. Le pompiste dit à Dominique Zardi : "j'croyais vous avoir déjà vu quelque part... C'est pas un film comique ?", ce à quoi Zardi répond "Pourquoi pas un film de gangsters ?". Clin d'œil humoristique du fait que Zardi a énormément joué dans des films de gangsters en plus de comédies.
- Lorsque Michel Leeb pousse Hyppolite Koko à devenir Président, il imite Jean Gabin.
- Imitation d'E.T., l'extra-terrestre de Steven Spielberg par Michel Leeb, film sorti un an plus tôt.